# Haploscelis atratus
Haploscelis atratus là một loài bọ cánh cứng trong họ Endomychidae. Loài này được Klug miêu tả khoa học năm 1832.